# 袋井市歌〜ここがふるさと〜
『袋井市歌〜ここがふるさと〜』（ふくろいしか ここがふるさと）は、日本の静岡県にある袋井市の市歌。2005年（平成17年）に袋井市（旧）と浅羽町が合併して新制袋井市が成立したことを記念する新しい市歌として、2006年（平成18年）4月1日に制定された。
作詞・谷山浩子、作曲・大島ミチル、歌唱・唐澤まゆこ。
音楽制作スタッフ：General Producer・袮宜田孝、Music Producer・花崎雅芳
CD（非売品）：Recording Studio ・Epicurus Studio、Recording Engineer・伊藤圭一
また、谷山浩子がアルバム「タマで弾き語り」にてセルフカバーしている。